# Rhodometra elvira
Rhodometra elvira är en fjärilsart som beskrevs av Thierry-mieg 1911. Rhodometra elvira ingår i släktet Rhodometra och familjen mätare. Inga underarter finns listade.